# Marokkó az olimpiai játékokon
Marokkó 1960-ban vett részt első alkalommal az olimpiai játékokon, és azóta minden nyári sportünnepen képviseltette magát, kivéve 1980-ban, mikor csatlakozott az Amerikai Egyesült Államok vezette bojkotthoz, és 1976-ban, mikor részt vettek az afrikai országok kezdeményezte bojkottban - ám itt utólag tagadták meg a szereplés jogát, mindössze egy versenyzőjük, Abderahim Najim ökölvívó indult azon az olimpián. Marokkó a téli olimpiákon is képviseltette magát öt alkalommal.
Marokkó olimpikonjai összesen 26 érmet szereztek, 21-et atlétikában, négyet ökölvívásban és egyet labdarúgásban.
A Marokkói Olimpiai Bizottságot 1959-ben alapították.

## Érmesek
| Érem  | Név                  | Olimpia              | Sport      | Versenyszám               |
| ----- | -------------------- | -------------------- | ---------- | ------------------------- |
| Ezüst | Rhadi Ben Abdesselam | 1960, Róma           | Atlétika   | Férfi maraton             |
| Arany | Nawal El Moutawakel  | 1984, Los Angeles    | Atlétika   | Női 400 m gát             |
| Arany | Szaíd Avíta          | 1984, Los Angeles    | Atlétika   | Férfi 5000 m              |
| Arany | Brahim Boutayeb      | 1988, Szöul          | Atlétika   | Férfi 10 000 m            |
| Bronz | Szaíd Avíta          | 1988, Szöul          | Atlétika   | Férfi 800 m               |
| Bronz | Abdelhak Achik       | 1988, Szöul          | Ökölvívás  | Férfi pehelysúly          |
| Arany | Khalid Skah          | 1992, Barcelona      | Atlétika   | Férfi 10 000 m            |
| Ezüst | Rachid El Basir      | 1992, Barcelona      | Atlétika   | Férfi 1500 m              |
| Bronz | Mohammed Achik       | 1992, Barcelona      | Ökölvívás  | Férfi harmatsúly          |
| Bronz | Salah Hissou         | 1996, Atlanta        | Atlétika   | Férfi 10 000 m            |
| Bronz | Khalid Boulami       | 1996, Atlanta        | Atlétika   | Férfi 5000 m              |
| Ezüst | Hisám el-Gerúzs      | 2000, Sydney         | Atlétika   | Férfi 1500 m              |
| Bronz | Ali Ezzine           | 2000, Sydney         | Atlétika   | Férfi 3000 m akadályfutás |
| Bronz | Nezha Bidouane       | 2000, Sydney         | Atlétika   | Női 400 m gát             |
| Bronz | Brahim Lahlafi       | 2000, Sydney         | Atlétika   | Férfi 5000 m              |
| Bronz | Tahar Tamsamani      | 2000, Sydney         | Ökölvívás  | Férfi pehelysúly          |
| Arany | Hisám el-Gerúzs      | 2004, Athén          | Atlétika   | Férfi 1500 m              |
| Arany | Hisám el-Gerúzs      | 2004, Athén          | Atlétika   | Férfi 5000 m              |
| Ezüst | Hasna Benhassi       | 2004, Athén          | Atlétika   | Női 800 m                 |
| Ezüst | Jaouad Gharib        | 2008, Peking         | Atlétika   | Férfi maraton             |
| Bronz | Hasna Benhassi       | 2008, Peking         | Atlétika   | Női 800 m                 |
| Bronz | Abdalaati Iguider    | 2012, London         | Atlétika   | Férfi 1500 m              |
| Bronz | Mohammed Rabii       | 2016, Rio de Janeiro | Ökölvívás  | Férfi váltósúly           |
| Arany | Soufiane El Bakkali  | 2020, Tokió          | Atlétika   | Férfi 3000 m akadályfutás |
| Arany | Soufiane El Bakkali  | 2024, Párizs         | Atlétika   | Férfi 3000 m akadályfutás |
| Bronz | Férfi válogatott     | 2024, Párizs         | Labdarúgás | Férfi                     |

## Éremtáblázatok

### Érmek a nyári olimpiai játékokon
| Olimpia              | Arany          | Ezüst          | Bronz          | Összesen       |
| 1960, Róma           | 0              | 1              | 0              | 1              |
| 1964, Tokió          | 0              | 0              | 0              | 0              |
| 1968, Mexikóváros    | 0              | 0              | 0              | 0              |
| 1972, München        | 0              | 0              | 0              | 0              |
| 1976, Montréal       | 0              | 0              | 0              | 0              |
| 1980, Moszkva        | nem vett részt | nem vett részt | nem vett részt | nem vett részt |
| 1984, Los Angeles    | 2              | 0              | 0              | 2              |
| 1988, Szöul          | 1              | 0              | 2              | 3              |
| 1992, Barcelona      | 1              | 1              | 1              | 3              |
| 1996, Atlanta        | 0              | 0              | 2              | 2              |
| 2000, Sydney         | 0              | 1              | 4              | 5              |
| 2004, Athén          | 2              | 1              | 0              | 3              |
| 2008, Peking         | 0              | 1              | 1              | 2              |
| 2012, London         | 0              | 0              | 1              | 1              |
| 2016, Rio de Janeiro | 0              | 0              | 1              | 1              |
| 2020, Tokió          | 1              | 0              | 0              | 1              |
| 2024, Párizs         | 1              | 0              | 1              | 2              |
| Összesen             | 8              | 5              | 13             | 26             |

## Érmek sportáganként

### Érmek a nyári olimpiai játékokon sportáganként
| Marokkó érmei a nyári olimpiai játékokon sportáganként | Marokkó érmei a nyári olimpiai játékokon sportáganként | Marokkó érmei a nyári olimpiai játékokon sportáganként | Marokkó érmei a nyári olimpiai játékokon sportáganként | Az olimpiai zászlaja |

| Sportág    | Arany | Ezüst | Bronz | Összesen |
| ---------- | ----- | ----- | ----- | -------- |
| Atlétika   | 8     | 5     | 8     | 21       |
| Ökölvívás  | 0     | 0     | 4     | 4        |
| Labdarúgás | 0     | 0     | 1     | 1        |
| Összesen   | 8     | 5     | 13    | 26       |